# Astrothalamus reticulatus
Astrothalamus reticulatus là loài thực vật có hoa trong họ Tầm ma. Loài này được (Wedd.) C.B.Rob. mô tả khoa học đầu tiên năm 1911.